# Franz Josef Plankl
Franz Josef Plankl (Bolzano, 12 ottobre 1989) è un ex hockeista su ghiaccio e allenatore di hockey su ghiaccio italiano.

## Carriera
Plankl nacque a Bolzano ma crebbe a Renon; fece il suo esordio in Serie A2 con l'HC Future Bolzano, nell'unica stagione che la squadra disputò, il campionato 2006-2007.
Dalla stagione successiva tornò al Ritten Sport. Nella prima stagione non giocò mai in massima serie, ma ha raccolto alcune presenze con il farm team in A2, l'HC Gherdëina. Si ritagliò un posto in prima squadra nella Serie A 2008-2009, dove raccolse 31 presenze, mentre perse tutta la stagione successiva a causa di un infortunio.
Passò poi all'EV Bozen (Serie A2), con cui giocò fino alla fine del mese di gennaio 2011, quando si trasferì all'HC Egna (sempre in A2), con cui terminò la stagione disputando anche i playoff.
Nella stagione 2011-2012 tornò nelle file della squadra bolzanina. Nell'estate del 2013 Plankl si trasferì all'Hockey Club Merano per disputare il campionato (Seconda Divisione, che aveva preso il posto della serie A2) e l'Inter-National-League.
Coi meranesi è rimasto anche per i successivi tre campionati, divenendone anche il capitano fino al ritorno in squadra di Ingemar Gruber, prima di appendere i pattini al chiodo al termine della stagione 2016-2017, per divenire assistente allenatore della stessa squadra altoatesina.

## Palmarès

### Club
- Serie B: 1

Merano: 2015-2016